# Sucção Wangensteen
Um aparato de sucção Wangensteen é um sifão modificado que mantêm pressão negativa constante. Usado no tubo duodenal, ele alivia a distensão gástrica e intestinal causada pela retenção de fluído. Ele foi criado por Owen Harding Wangensteen (1898–1981), chefe de cirurgia da Universidade de Minnesota. Sua nova abordagem da mais importante causa de morte durante a cirurgia gastrointestinal tem sido creditada como a responsável por salvar mais de cem mil vidas.